# Tsotsi
Tsotsi, im deutschen Vorspann auch Tsotsi: Ein Junge aus dem Getto betitelt, ist ein südafrikanischer Film aus dem Jahr 2005. Er basiert auf dem gleichnamigen Roman des südafrikanischen Schriftstellers Athol Fugard. Von vielen Kritikern wurde Tsotsi vor allem mit dem Film City of God des Regisseurs Fernando Meirelles verglichen. Der Film erhielt viele internationale Preise, darunter den Oscar für den besten fremdsprachigen Film, und wurde unter anderem für einen Golden Globe Award nominiert. In Deutschland startete Tsotsi am 4. Mai 2006. Die Schauspieler des Films sind überwiegend Laiendarsteller.

## Handlung
In den Vorstädten der südafrikanischen Stadt Johannesburg hat der 19-jährige Tsotsi alle Erinnerungen an seine Kindheit verdrängt. Vor seinem alkoholsüchtigen Vater flüchtete er, als die Mutter an Aids starb. Früh verwaist, hat er sich eine zweifelhafte Existenz als Anführer einer kleinen Gang aufgebaut – als „Tsotsi“ eben, was im Straßenslang schlicht Gangster oder Schläger bedeutet. Mit seinen Freunden stiehlt und prügelt Tsotsi im Vorbeigehen und schreckt auch vor Mord nicht zurück. Doch das Gangmitglied Boston stellt ihn nach dem sinnlosen Mord an einem Geschäftsmann zur Rede. Er solle etwas von sich preisgeben, wenigstens seinen richtigen Namen. Tsotsi fühlt sich von den Nachfragen unter Druck gesetzt und schlägt Boston brutal zusammen.
Tsotsi flüchtet. In einem reichen Vorort überfällt er spontan eine junge Frau, schießt auf sie und stiehlt ihren Wagen. Er baut vor Schreck einen Unfall, als er das drei Monate alte Baby auf der Rückbank bemerkt. Nach kurzem Zögern steckt er das Kind zu den anderen erbeuteten Dingen in eine Papiertüte und nimmt es mit in seine Welt. Da er mit der Betreuung des Babys überfordert ist, zwingt er Miriam, eine alleinstehende Mutter, das Kind zu stillen. Sie bietet ihm an, sich um das Baby zu kümmern.
Tsotsi baut eine zärtliche Beziehung zu dem kleinen Kind auf und entsinnt sich seiner eigenen Kindheit. Dabei erinnert er sich daran, dass er als David geboren wurde, und entscheidet sich, nachdem Miriam ihn nach dem Namen des Kindes fragt, das Kind David zu nennen. Daraufhin beginnt er seine bisherige Einstellung zu überdenken, nimmt seinen verprügelten Freund Boston auf und will sein Leben ändern. Doch der Vater und die infolge des Überfalls querschnittgelähmte Mutter des Kleinen suchen nach ihm. Nach wenigen Tagen überredet Miriam Tsotsi, das Kind zurückzugeben. Dabei verhaftet ihn die Polizei vor dem Haus der Eltern.

## Kritiken
„Tsotsi ist kraftvolles und brutales Kino, aber eben doch emotional berührend und authentisch.“

„Eine in der ersten Hälfte dicht entwickelte und inszenierte Geschichte, die von den sozialen Unterschieden am Kap erzählt, im zweiten Teil jedoch alle Register einer melodramatischen Läuterungserzählung zieht, was die eigentliche Tendenz des Films spürbar verwässert.“

„Der Oscar-prämierte Film verzichtet auf Klischees und stellt stattdessen den inneren Konflikt eines Verbrechers ins Zentrum der Handlung, dem es in seiner Verzweiflung wichtiger ist, das junge Leben zu retten, als selbst der Obrigkeit zu entkommen. Der Rhythmus des Films zeichnet die Härte eines Lebens nach, das weder Freundschaft noch Liebe kennt und erzählt gerade dadurch von Liebe und dem Wunsch nach Gerechtigkeit. Die Unberechenbarkeit der Hauptfigur verknüpft sich mit der Unberechenbarkeit der Handlung. Der dadurch entstehende Spannungsbogen fasziniert besonders an dem Film. Einem Film, der dabei dennoch einem klaren moralischen Konzept folgt: Urteile über Menschen werden den wirklichen Hintergründen nicht gerecht.“

## Auszeichnungen
- Publikumspreis beim Toronto Film Festival 2005
- Publikumspreis beim Edinburgh Film Festival 2005
- Europäischer Filmpreis 2005, nominiert als Bester nicht-europäischer Film
- Golden Globe Awards 2006, Nominierung als „Bester fremdsprachiger Film“
- Oscarverleihung 2006, „Bester fremdsprachiger Film“
- British Academy Film Awards 2006, Nominierung als „Bester nicht englischsprachiger Film“

## Begrifflicher Hintergrund
Das Wort „Tsotsi“ oder „tsotsism“ ist als Begriff für das Phänomen der Schulverweigerer verwendet worden. Zeitweise war es eine massenhaft auftretende Verhaltensweise. Er fand synonym zu dieser Verhaltensweise Anwendung auf Gangs bildende junge Townshipbewohner, vorrangig männliche Jugendliche, die durch einen längeren Wohnaufenthalt in ihren Stadtteilen sich hegemonial einheimisch fühlten und dadurch von anderen Jugendgruppen abgrenzten, die sich erst kurzzeitig oder aus benachbarten Gebieten zeitweilig im Lebensumfeld der Tsotsi aufhielten. Gängige Alternativbezeichnungen für Tsotsi sind location boys, ooclever, bright boys. Im Township Alexandra (Johannesburg) wurden sie wegen ihres Sozialverhaltens auch spoilers (deutsch etwa: Plünderer) genannt. Häufiges gemeinsames Merkmal der Gruppenmitglieder ist der Abbruch ihrer Schulbildung während der Grundschuljahre und der Kontrollverlust durch ihre Eltern in instabilen Lebensverhältnissen. Tsotsis sind hitzig/gewalttätig und laut/ungestüm, sie können bewaffnet sein. Tsotsis im Lebensalter zwischen 15 und 25 Jahren wurden als ikhaba bezeichnet. Für Ältere über 25 Jahre war der Begriff ooMac verbreitet.